# Nanzhan
Nanzhan (kinesiska: 南站, 南站镇) är en köping i Kina. Den ligger i provinsen Jiangsu, i den östra delen av landet, omkring 150 kilometer öster om provinshuvudstaden Nanjing.
Genomsnittlig årsnederbörd är 1 390 millimeter. Den regnigaste månaden är juli, med i genomsnitt 250 mm nederbörd, och den torraste är januari, med 38 mm nederbörd.